# Suffolk
Suffolk (/ˈsʌfək/) là một hạt East Anglia lịch sử của Anh. Nó giáp với Norfolk về phía bắc, Cambridgeshire và phía tây, Essex về phía nam và biển Bắc về phía đông. County town là Ipswich; những thị trấn quan trọng khác là Lowestoft, Bury St Edmunds, Newmarket và Felixstowe (một trong những cảng container lớn nhất châu Âu.
Hạt này có địa hình thấp trũng với ít đồi, đa phần diện tích là đất trồng, với những vạt đất ngập nước (the Broads) ở mạn bắc.